# Table des caractères Unicode/U1D80
Cette page contient des caractères spéciaux ou non latins. S’ils s’affichent mal (▯, ?, etc.), consultez la page d’aide Unicode.
Table des caractères Unicode U+1D80 à U+1DBF.

## Latin étendu – extensions phonétiques – supplément(Unicode 4.1)
Lettres latines minuscules supplémentaires, avec crochet palatal ou rétroflexe, ou lettres latines modificatives minuscules, utilisées pour certaines transcriptions phonétiques utilisant l’alphabet phonétique international.

### Table des caractères
| en fr  | 0 | 1 | 2 | 3 | 4 | 5 | 6 | 7 | 8 | 9 | A | B | C | D | E | F |
| ------ | - | - | - | - | - | - | - | - | - | - | - | - | - | - | - | - |
| U+1D80 | ᶀ | ᶁ | ᶂ | ᶃ | ᶄ | ᶅ | ᶆ | ᶇ | ᶈ | ᶉ | ᶊ | ᶋ | ᶌ | ᶍ | ᶎ | ᶏ |
| U+1D90 | ᶐ | ᶑ | ᶒ | ᶓ | ᶔ | ᶕ | ᶖ | ᶗ | ᶘ | ᶙ | ᶚ | ᶛ | ᶜ | ᶝ | ᶞ | ᶟ |
| U+1DA0 | ᶠ | ᶡ | ᶢ | ᶣ | ᶤ | ᶥ | ᶦ | ᶧ | ᶨ | ᶩ | ᶪ | ᶫ | ᶬ | ᶭ | ᶮ | ᶯ |
| U+1DB0 | ᶰ | ᶱ | ᶲ | ᶳ | ᶴ | ᶵ | ᶶ | ᶷ | ᶸ | ᶹ | ᶺ | ᶻ | ᶼ | ᶽ | ᶾ | ᶿ |

### Historique

#### Version initiale Unicode 4.1
C'est la version actuelle, qui n’a pas été modifiée depuis.